# Reyes Ixcatlán
Reyes Ixcatlán är en ort i Mexiko.   Den ligger i kommunen Santo Domingo Ixcatlán och delstaten Oaxaca, i den sydöstra delen av landet, 300 km sydost om huvudstaden Mexico City. Reyes Ixcatlán ligger 2 819 meter över havet och antalet invånare är 194.
Terrängen runt Reyes Ixcatlán är kuperad åt nordväst, men åt sydost är den bergig. Reyes Ixcatlán ligger uppe på en höjd. Runt Reyes Ixcatlán är det glesbefolkat, med 17 invånare per kvadratkilometer. Närmaste större samhälle är Villa Chalcatongo de Hidalgo, 12,0 km norr om Reyes Ixcatlán. I omgivningarna runt Reyes Ixcatlán växer huvudsakligen savannskog.